# Historia de Laos
La Historia de Laos cubre un amplio espectro de tiempo, y se vincula con la existencia del pueblo lao, un grupo étnico de idioma tai que, al igual que otros miembros de dicho grupo idiomático, migraron desde el actual sur de China hasta el norte de las fuentes del río Mekong, abarcando toda la región del sureste asiático por la presión demográfica de los chinos han desde el siglo XIII d. C.

## Población del territorio de Laos
Los primeros pobladores del actual territorio de Laos fueron los Ja (Kha), quienes hacia el siglo V a. C. vivían bajo el Imperio Funan. Posteriormente, el territorio empezó a recibir la migración de shans, siameses, laosianos y tribus hmong-mien, que habitaron las montañas, adoptando el budismo theravada desde el siglo IX. Todos estos grupos étnicos compartían la familia idiomática thai, pero carentes de organización política sofisticada, y divididos en clanes, no crearon un estado propio. Así, estos grupos fueron dominados sucesivamente por sus vecinos más desarrollados como el reino Chenla, al que, posteriormente, siguió el Imperio Jemer asentado más al sur, en la actual Camboya y con capital en Angkor Vat.
Entre el siglo XIII y XIV el territorio de Laos recibió fuertes inmigraciones de gentes de las tribus lao y tai, especialmente después de la destrucción del estado de Nanchao, en el territorio de la actual China, a manos de los mongoles a inicios del siglo XIII. En esta época los clanes y tribus de etnia lao empezaron a agruparse como entidades autónomas.

## Lan Xang, el primer estado laosiano
El pueblo laosiano empezó a formar una organización estatal a partir de la progesiva decadencia del Imperio jemer, y de esta manera, cuando a mediados del siglo XIV el rey jemer de Angkor, Jayavarman Paramesvara, casó a una de sus hijas con el príncipe laosiano Fa Ngum comenzó desde 1349 la unificación de diversas regiones esparcidas por la zona de Luang Prabang mediante un poderoso ejército de etnia lao, con lo cual en 1353 formó el reino de Lan Xang (que en idioma thai significa un millón de elefantes, aludiendo a su potencial guerrero), asentando su capital en Muong Swa (la actual ciudad de Luang Prabang).
El reino de Lan Xang se constituyó en la primera organización estatal efectiva de etnia lao y Fa Ngum, su primer monarca, prontamente estableció contacto con otros estados como el Reino de Ayutthaya (en la actual Tailandia) y el reino de Annam (este último ocupaba gran parte del norte del actual Vietnam).
Tras la muerte de Fa Ngum, su hijo tomó el poder y consolidó aún más el reino, aumentando su territorio hacia el oeste del Mekong y hacia las regiones montañosas del norte. En este contexto se desarrollaron las hostilidades bélicas con el reino de Annam, quien hacia mediados del siglo XV logró llegar hasta la capital del reino Lan Xang y tomarla por asalto, pero poco tiempo después los invasores fueron repelidos.
En el siglo XVI, en una actitud expansionista, el rey de Lan Xang reclamó y consiguió la corona del vecino reino de Chiang Mai (en la actual Birmania), lo que derivó en nuevos y cruentos enfrentamientos con los birmanos, tiempos en los cuales se trasladó la capital a la ciudad de Vientián. En 1574 los birmanos destruyeron gran parte del país en una feroz invasión.

Tras algún tiempo de anarquía, el príncipe Souligna Vongsa tomó el poder como rey de Lan Xang (entre 1637 y 1694), logrando mantener la paz con los países vecinos. A su muerte, un sobrino de Souligna regresó de su exilio en Vietnam con tropas de este país a fin de tomar el poder, lo que provocó serias luchas internas que terminaron disolviendo el estado de Lan Xang en 1707, dividiéndose este reino en tres estados laosianos, más pequeños y enfrentados entre sí: los reinos de Luang Prabang, Viang Chan (Vientiane) y Champasak.

## Laos, entre siameses y anamitas
Los tres estados laosianos sufrieron la invasión birmana de 1763, la cual destruyó el Reino de Ayutthaya en 1767, tras la reacción de los tailandeses, éstos no solo expulsaron a los birmanos de los viejos territorios de Ayutthaya sino que pusieron bajo su dominio a los tres reinos laosianos en 1778, convirtiéndolos en "estados vasallos" obligados a pagar tributo.
Esta situación duró hasta 1795, cuando el territorio pasó a control del reino vietnamita de Annam, que también impuso vasallaje a los reyes laosianos. En 1828 los siameses lograron restablecer su poderío en la región cuando el reino laosiano de Viang Chan se lanzó de manera temeraria a una guerra contra Siam. Este proyecto fracasó y las fuerzas siamesas tomaron Vientián, siendo completamente derrotado el reino de Viang Chan y convertido en una provincia de Siam. 
Mientras tanto, el resto de territorios laosianos se hallaban sometidos directa o indirectamente a Annam, aunque el pago de tributos a la corte de Hanói les libraba de ser vigilados exhaustivamente por los vietnamitas. No obstante, la decadencia de los reinos laosianos "libres" de Luang Prabang y Champasak era muy severa, imposibilitados de restablecer su uidad "nacional" por pugnas internas y la oposición conjunta de Annam y Siam.

## La dominación francesa

Bandera del Protectorado francés de Laos (1893-1954)

Francia, que desde hacía varios años tenía ambiciones imperialistas en el sureste asiático, desde 1887 había aumentado su presencia militar en la zona. Tropas francesas ya habían establecido un protectorado en Cochinchina en 1862 tras derrotar a los vietnamitas. El propio reino de Annam, debilitado por décadas de amenazas francesas, no pudo evitar que Francia lanzara una agresiva campaña bélica sobre Tonkín y Camboya, al punto que en 1885 Annam se vio forzado también a convertirse en un protectorado francés. 
En ese mismo año, más al oeste, Gran Bretaña terminaba su ocupación militar de Birmania, destruyendo una de las tradicionales amenazas contra laosianos y tailandeses, pero esto significó una gran presión política para Siam, que, a diferencia de Annam, había empezado un vasto plan de modernización para tratar de salvar su independencia entre las presiones imperialistas de franceses y británicos.

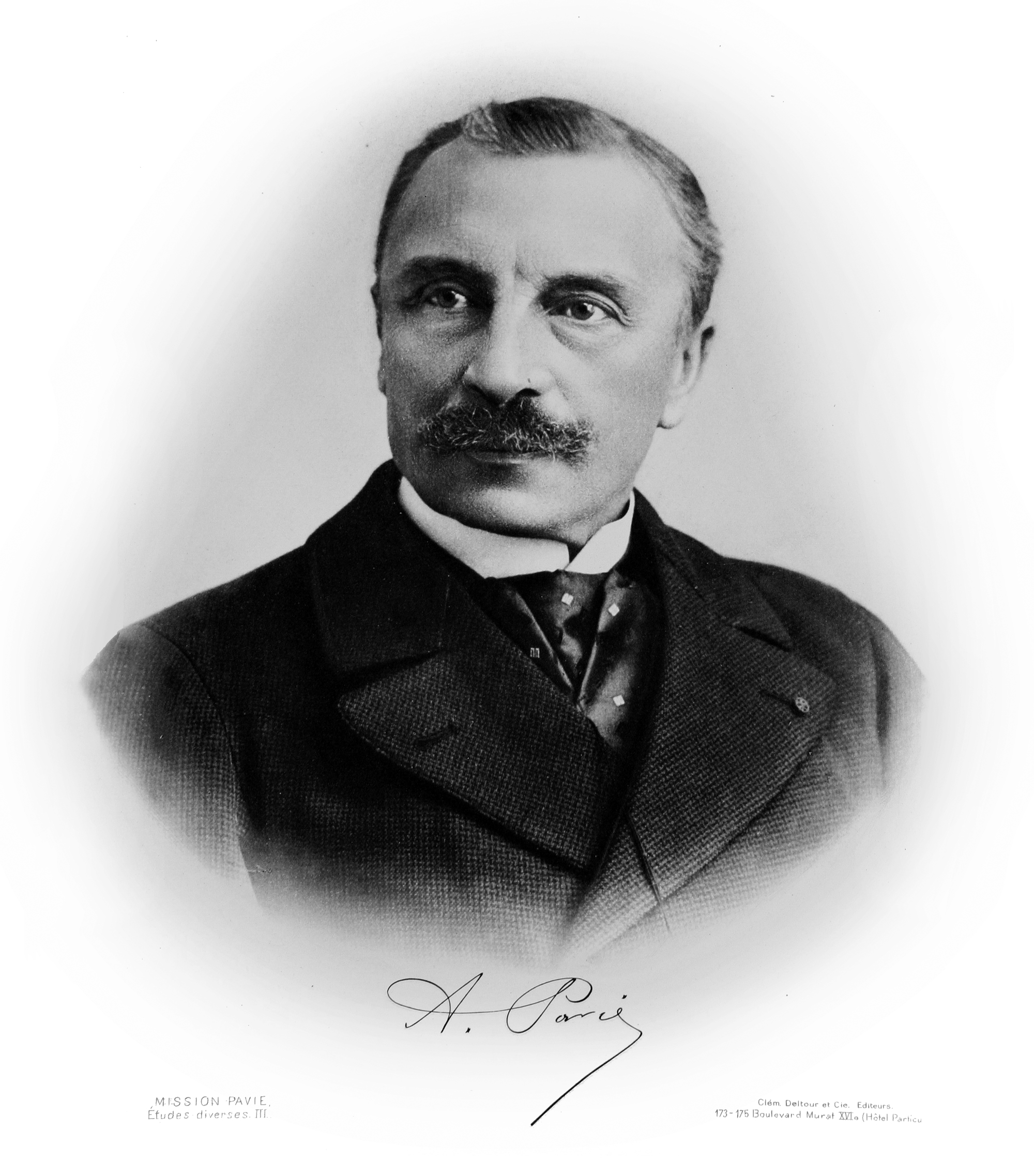
Auguste Pavie, diplomático colonial francés en Indochina

La conquista francesa de Annam fue interpretada por Francia como una legitimación de su dominio sobre los reinos laosianos que eran vasallos de los anamitas. A instancias del diplomático francés Auguste Pavie, destacado en las cortes de Siam y de Annam, se lanzó una campaña militar francesa contra Siam en el año 1893 al advertirse que el reino siamés podría ser conquistado para Francia o, al menos, Francia podría obtener los territorios siameses al este del Mekong. 
Sin opciones de obtener ayuda militar británica, en el mismo año 1893 el reino de Siam cedió a Francia todos sus derechos sobre los reinos laosianos situados en la margen este del Mekong. Este acuerdo franco-siamés significa que, no obstante, varios millares de individuos del pueblo lao residentes en la orilla oeste del Mekong quedaban dentro de las fronteras de Siam como una minoría étnica. Los territorios laosianos bajo control de Francia fueron organizados como un protectorado autónomo, dando forma a las actuales fronteras nacionales de Laos, siendo incluido este protectorado como una región administrativa de la Indochina Francesa.

### Territorio colonial con pocos atractivos
Los funcionarios coloniales franceses permitieron que el rey laosiano de Luang Prabang siguiera en su puesto, pero bajo la supervisión de oficiales franceses quienes tenían la última palabra en las decisiones del monarca. A diferencia del protectorado francés de Vietnam, Laos carecía de una línea costera que le permitiese un activo comercio con la metrópoli, y también carecía de materias primas lo bastante valiosas para justificar una gran inversión de capitales franceses. Tanto en la administración colonial de París como en la de Hanói, Laos aparecía como un hinterland agrícola de Vietnam, con pocos recursos y al cual no se prestaba mayor atención.
El principal interés de Francia a fines del siglo XIX era ocupar el territorio de Laos para así controlar la orilla oriental del curso medio del Mekong, en tanto este importante río era una valiosa ruta comercial hacia China. Esta situación causó que el protectorado de Laos fuese el menos desarrollado de los territorios de la Indochina Francesa, si bien desde 1919 Francia impuso su sistema educativo para la aristocracia laosiana, tratando de formar funcionarios nativos leales a la metrópoli, alcanzando una mayor penetración cultural en Laos. 
Esta situación de atraso comparativo de Laos inclusive en la Segunda Guerra Mundial, cuando Japón invadió Indochina Francesa en septiembre de 1940, estableciendo guarniciones allí aunque manteniendo la administración civil francesa, en tanto la propia Francia estaba ocupada por el Tercer Reich desde junio de 1940 y era incapaz de enviar apoyo bélico al sureste asiático.
El protectorado de Laos casi no fue afectado por la Ocupación japonesa de Indochina hasta marzo de 1945, cuando, tras la liberación de Francia y las derrotas japonesas en Filipinas, Japón destruyó la administración francesa mediante un rápido ataque militar e impuso su gobierno directo sobre toda la Indochina Francesa, presionando para que el rey de Laos, Sisavang Vong, proclame la independencia laosiana. No obstante, el rey Sisavang rehusó el requerimiento y fue derrocado por los japoneses. Ante ello su hijo y heredero, el príncipe Savang Vatthana, proclamó la independencia el 8 de abril mientras el territorio era ocupado por tropas japonesas enviadas desde Vietnam.
Apenas cinco meses y medio después, Japón se veía obligado a capitular ante Estados Unidos y sus aliados, ordenándose un cese de hostilidades el 15 de agosto. Al ser inminente la llegada de tropas aliadas a Indochina y empezar la ocupación aliada de Japón, el movimiento independentista Lao Issara (Laos libre) derrocó al príncipe Savang en el mes de octubre y creó un gobierno laosinao autónomo.
No obstante, el régimen del Lao Issara no recibió ayuda del Viet Minh vietnamita (que también luchaba contra la dominación francesa) y afrontaba serias dificultades internas apara sostenerse, sobre todo al carecer de apoyo popular masivo en tanto el sostén del régimen era apenas sus seguidores en las ciudades (siendo Laos un país donde el 90% de la población era rural). Inclusive los demás países aliados (Estados Unidos, China, y Gran Bretaña) se negaron también a prestar auxilio al nuevo régimen. En marzo de 1946, Francia llegó a un acuerdo con el Viet Minh donde la administración vietnamita independiente se sostenía en las regiones de Tonkín, dejando a los franceses la ocupación de los restantes territorios de Indochina. Poco después las tropas francesas entraron en Laos y la resistencia de Lao Issara fue rápidamente vencida: a fines de abril los franceses tomaron Vientián y en mayo tomaron Luang Prabang, forzando a los líderes del Lao Issara a huir a Tailandia.

## El reino de Laos
Al año siguiente, las fuerzas francesas coronaron rey de un Laos unificado a Sisavang Vong, el monarca de Luang Prabang y el 11 de mayo de 1947 se promulgó una constitución para Laos y finalmente el 16 de julio de 1949 el Reino de Laos se constituyó en estado independiente como una monarquía constitucional dentro de la Unión Francesa (de la cual se retiraría en 1957).

### Independencia agitada delReino de Laos

Bandera del Reino de Laos (1952-1975)

El nuevo gobierno era dirigido por el príncipe Souvanna Phouma como primer ministro, quedando como jefe de Estado el rey Sisavang Vong, fijando la residencia real en Luang Prabang y la sede de la administración en Vientián. Sin embargo los disidentes laosianos eran liderados por el príncipe Souphanouvong, y sumaron fuerzas con el Viet Minh que aún luchaba contra las fuerzas francesas en la zona. Los disidentes agrupados por Souphanouvong formaron un grupo insurgente denominado Pathet Lao, de filiación comunista, y en 1953 invadieron Laos tomando el control de la mayor parte del territorio rural en el norte del país.
Hacia 1954, en un acuerdo firmado en Ginebra, se puso fin a la guerra de Indochina, que obligó a las tropas vietnamitas y francesas a abandonar Laos, y a los Pathet Lao a retirarse hacia las provincias del norte que dominaban hacía un tiempo. En 1955 Naciones Unidas toma el control de Laos a fin de controlar la tregua. En 1957 el príncipe Souvanna Phouma y el príncipe Souphanouvong formaron un gobierno de coalición. A esto se opuso la derecha laosiana que expulsó al recientemente formado gobierno y formó uno nuevo en 1958.
El Pathet Lao pasó a la clandestinidad y comenzó una guerra de guerrillas con el apoyo del gobierno comunista de Vietnam del Norte y de la Unión Soviética, mientras que el gobierno monárquico laosiano era asistido por EE. UU. en armamento y dinero. En octubre de 1959 el rey Sisavang murió y le sucedió su hijo Savang Vatthana.
En 1960 el capitán Kong Le se sublevó, logrando tomar el control de la capital administrativa del país, Vientián, e instaurando un nuevo gobierno que encabezó otra vez el príncipe Souvanna Phouma. Este príncipe intentó sumar a los rebeldes comunistas a su gobierno, y así evitar el agravamiento de la guerra civil que ya sufría Laos, pero ello derivó en un nuevo enfrentamiento con los militares monárquicos que obligaron a huir del país a Souvanna Phouma, poniendo en el poder al príncipe Boun Oum, conspicuo anticomunista. Mientras tanto el Pathet Lao tomaba control de gran parte del país, lanzando una campaña bélica contra el ejército real laosiano.

### La guerra civil laosiana
Durante la década de 1960, la región dominada por el Pathet Lao se vio involucrada indirectamente en la lucha que los estadounidenses libraban en Vietnam, como consecuencia del apoyo mutuo que, otrora, existiera entre el Pathet Lao y el Viet Minh. Ahora el régimen de Vietnam del Norte auspiciaba a las guerrillas comunistas del Viet Cong y que aspiraban a derribar el régimen de Vietnam del Sur y para esta finalidad el Vietcong recibía suministros de armas y municiones a través de la denominada "Ruta Ho Chi Minh", una red de rudimentarios caminos en la selva montañosa que pasaban también por territorio de Laos. Precisamente la lucha del Pathet Lao buscaba derribar a la monarquía laosiana y asegurar el buen funcionamiento de la Ruta Ho Chi Minh a favor del Vietcong
En 1962 se llegó a un nuevo acuerdo en Ginebra por el cual el príncipe Souvanna Phouma volvió al poder, incorporando ministros comunistas en el gobierno y conservando la monarquía constitucional. Pero hacia 1964 surgieron nuevas divergencias internas entre los comunistas laosianos y la monarquía, causando que el Pathet Lao reiniciara en 1965 la lucha armada. Para esa fecha el ejército real laosiano había sufrido graves pérdidas de hombres y material y estaba en recomposición, por lo cual la lucha contra el Pathet Lao dependía cada vez más del apoyo de EE. UU., que se lanzó a una masiva campaña de bombardeos sobre Laos, tratando de destruir en simultáneo las posiciones del Pathet Lao y la "Ruta Ho Chi Minh".
Una campaña militar del Pathet Lao a inicios de 1968 terminó con una grave derrota del ejército real laosiano, siendo que después de este episodio la guerra civil laosiana involucraba a actores adicionales: el gobierno de Laos era apoyado por guerrillas de la etnia hmong, tradicionalmente hostiles a los vietnamitas, además de mercenarios tailandeses y los EE. UU., que enviaron asesores militares y numerosos pilotos de guerra. Por el otro lado, el Pathet Lao recibía respaldo del Vietcong y de las fuerzas armadas de Vietnam del Norte, que a su vez recibían apoyo armamentístico de la URSS. 

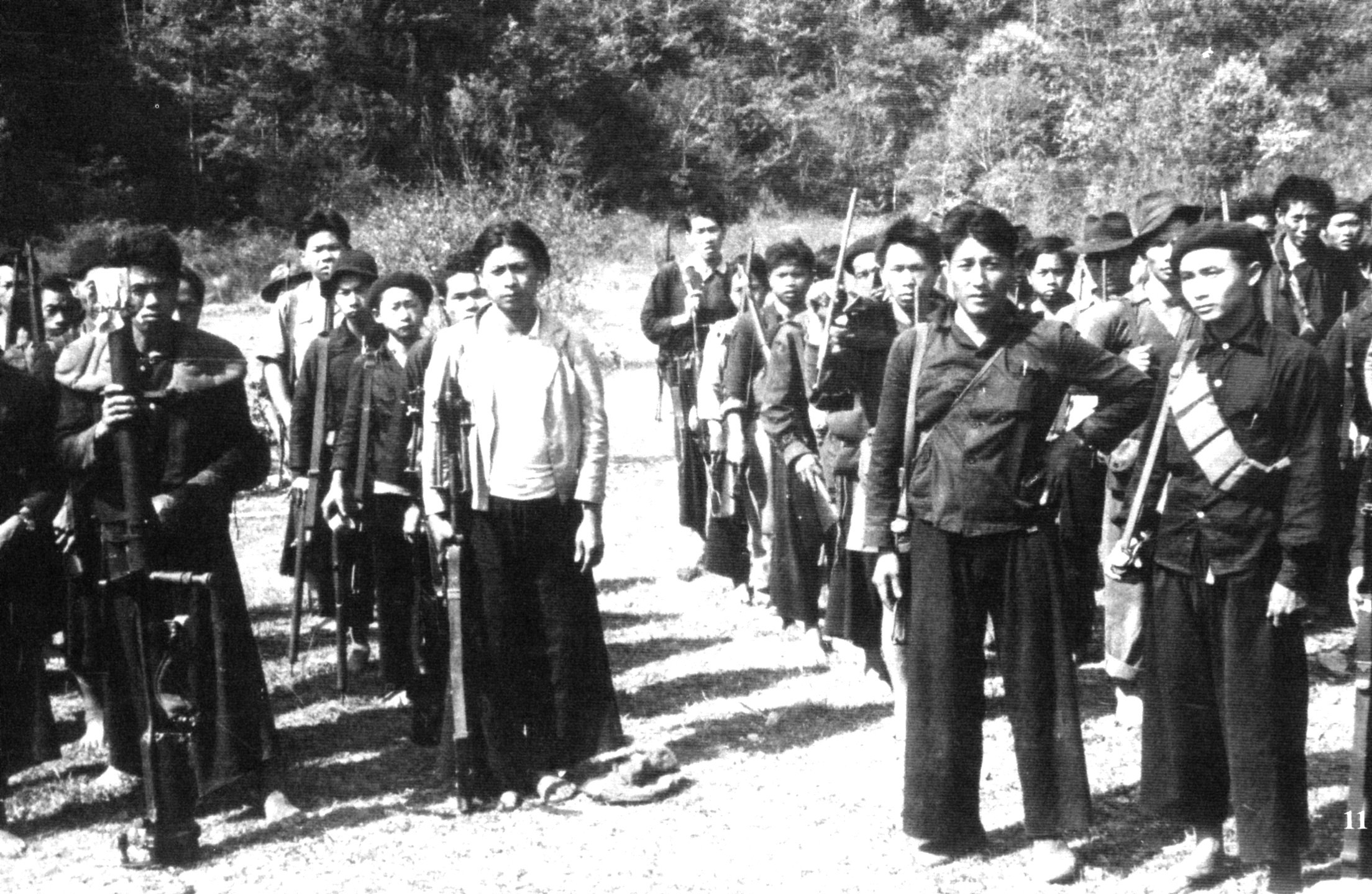
Guerrilleros anticomunistas de la etnia Hmong en 1961.

En febrero de 1971 intervino el ejército de Vietnam del Sur invadiendo Laos pero fue derrotado por una fuerza mixta de tropas del Pathet Lao y de Vietnam del Norte, siendo que en el resto del año el Pathet Lao logró aumentar su control sobre las áreas rurales de Laos.
Al empezar el año 1972 el gobierno de Estados Unidos empezó a retirar tropas y personal de Vietnam, reduciendo también su apoyo al gobierno de Laos. El fortalecimiento del Pathet Lao obligó al gobierno de Souvanna Phouma a aceptar conversaciones de paz que llevaron al acuerdo de enero 1973, en concordancia con los Acuerdos de Paz de París celebrados entre Vietnam del Sur, Vietnam del Norte y Estados Unidos. El gobierno estadounidense forzó indirectamente a que Souvanna Phouma buscara un acuerdo con el Pathet Lao pues EE. UU. empezaba una "retirada" de Vietnam, lo que suponía también retirar decisivamente su apoyo bélico y financiero a la monarquía laosiana. En ese momento Laos ostentaba el triste privilegio de ser el país más bombardeado de la Tierra.
En 1974 se formó una nueva coalición de gobierno donde solo participaron los partidarios de Souvanna Phouma y del Pathet Lao, quien vio aumentado su poder por la gradual retirada de los asesores bélicos estadounidenses y el fin del auxilio financiero de EE. UU. al ejército real laosiano en tanto el gobierno de Washington aspiraba a concentrarse solo en apoyar a Vietnam del Sur (y de manera limitada). Mientras tanto Vietnam del Norte continuaba apoyando con armas y financiamiento a las milicias del Pathet Lao. Un ataque cardíaco obligó a Souvanna Phouma a abandonar sus funciones de gobierno transitoriamente a mediados de 1974, lo cual permitió al príncipe Souphanouvong aumentar la fuerza política y militar del Pathet Lao, al punto de lograr la restricción de actividades políticas opositoras en enero de 1975.  

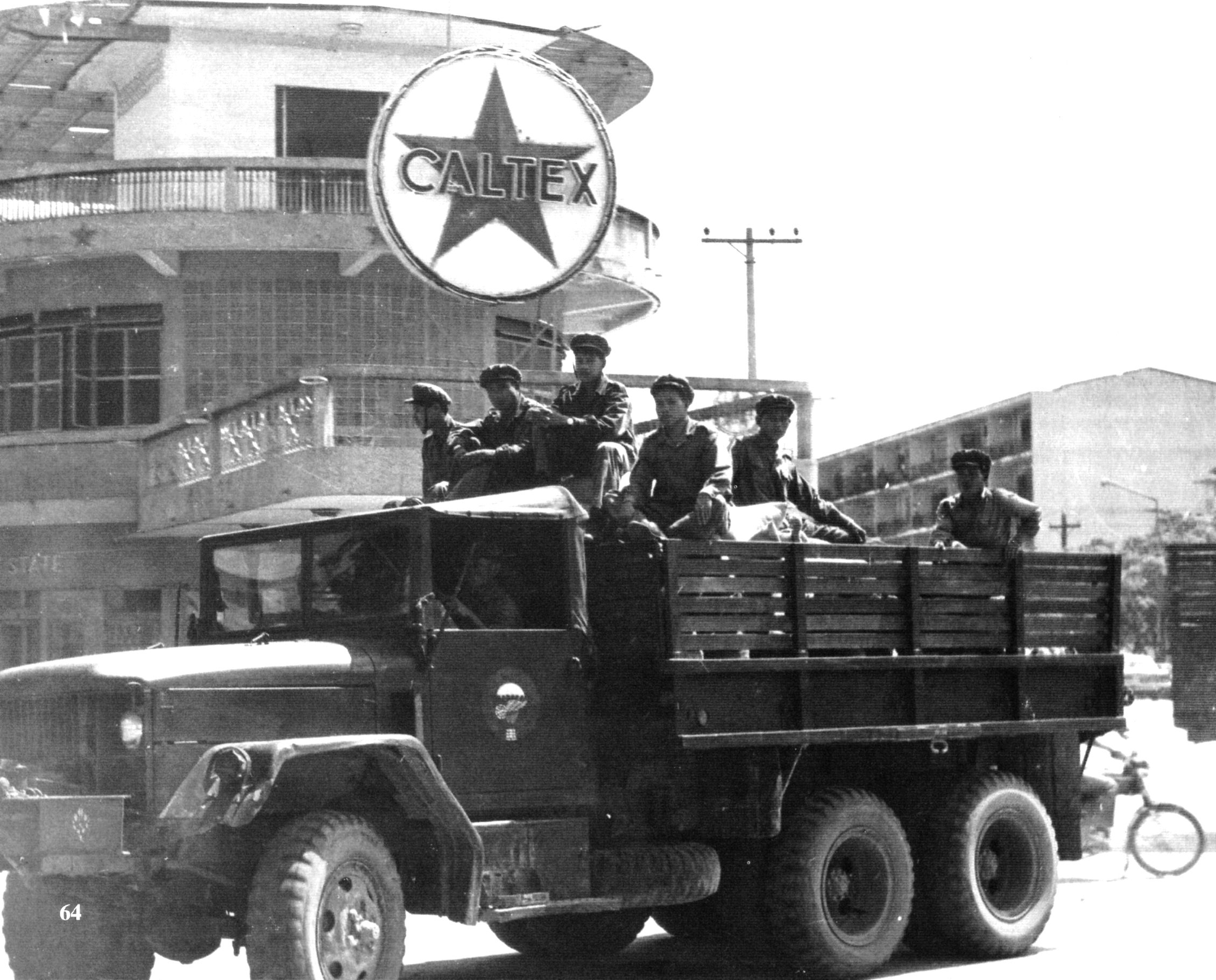
Soldados del Pathet Lao en Vientián en 1973.

La frágil convivencia entre monárquicos y comunistas terminó cuando a mediados de abril de 1975 las tropas de los Jemeres Rojos en Camboya tomaron Phnom Penh en la vecina Camboya y a fines de ese mes tropas del Vietcong y de Vietnam del Norte tomaron Saigón, poniendo fin permanente al régimen de Vietnam del Sur. El Pathet Lao lanzó sus milicias a ocupar puntos estratégicos del país a lo largo del mes de mayo, exigiendo ocupar por completo el gobierno. El régimen de Souvanna Phouma carecía de aliados externos para resistir un golpe militar del Pathet Lao y trató de ceder más poder en un intento de evitar un final violento como los de Camboya o Vietnam del Sur. Mientras tanto, la mayor parte de la incipiente clase media laosiana empezó a huir hacia Tailandia, incluyendo funcionarios, profesionales, comerciantes y oficiales del ejércitos, con sus familias, generando un flujo de refugiados de varios millares de individuos cruzando el río Mekong hacia el oeste. 
Después que las tropas del Pathet Lao ocuparon por completo Luang Prabang en junio de 1975 y Vientián en agosto del mismo año, el nuevo gobierno siguió siendo presidido por Souvanna Phouma hasta que el 1 de diciembre el príncipe Souphanouvong y el Pathet Lao ocuparon el poder y destituyeron a Souvanna Phouma. Al día siguiente la monarquía fue abolida proclamando la República Popular Democrática de Laos, aboliendo la monarquía.

### Los "bombardeos clandestinos" de EE. UU.
En diciembre de 1964 el gobierno de Estados Unidos empezó la Operación Barrel Roll, lanzando bombardeos clandestinos sobre Laos para interrumpir la Ruta Ho Chi Minh y destruir el sistema logístico del Vietcong. Estos ataques comprendían bombardeos sobre la jungla laosiana con aparatos de gran alcance como los aviones B-52, pero el gobierno de Washington insistió en que, para evitar un escándalo internacional en medio de la Guerra Fría por bombardear el territorio de un país neutral, los ataques fueran "clandestinos". 
Ante ello, agentes estadounidenses de la CIA se dedicaron a falsificar órdenes militares, mapas, y diarios de tripulación, al extremo de inclusive falsificar documentos de identidad de sus propios pilotos, para desarrollar una masiva campaña de "bombardeos secretos" sobre el territorio de Laos, incluyendo bombas convencionales y napalm de la misma forma que en Vietnam. Para asegurar la logística de estos ataques, el gobierno de EE. UU. dispuso la creación de "empresas aeronáuticas" que serían las destinatarias del combustible, herramientas y pilotos que llegasen a Laos. Los ataques partían de bases estadounidenses en Vietnam, pero se les falsificarían los datos y mapas a las tripulaciones para que no supieran exactamente el lugar de sus operaciones.
Los bombardeos estadounidenses continuaron de manera intermitente hasta 1972, pero resultaron ineficientes en sus objetivos bélicos al no lograr detener el flujo de suministros al Viet Cong y fueron poco después descubiertos y denunciados por Vietnam del Norte.

«EE.UU. libraba la Guerra del Vietnam y quería cortar las vías de suministro de Laos a su enemigo vietnamita y evitar que el país tomara partido por el comunismo. La manera de lograrlo es uno de los más desconocidos y brutales crímenes de guerra jamás cometidos: aviones de EE.UU. llevaron a cabo más de 584 000 misiones y arrojaron más de 260 millones de bombas de racimo sobre las zonas más pobladas del país (arrojó media tonelada de explosivos por habitante). Los propios pilotos estadounidenses admitirían años después que nunca se trató de distinguir entre civiles y militares. "Si algo se movía, lo bombardeábamos".»

### Evacuación de loshmong
El triunfo del Pathet Lao dificultó muchísimo la situación de una minoría étnica de Laos, los Hmong, un pueblo de características rurales y organización tribal que había combatido a los vietnamitas y que había opuesto resistencia armada al Pathet Lao. De hecho, la jefatura militar estadounidense había logrado reclutar gran cantidad de guerrilleros hmong en calidad de tropas auxiliares para su esfuerzo bélico, logrando varios hmong recibir entrenamiento militar avanzado (inclusive como pilotos de aviones de combate de EE. UU.). 
La alianza informal de Estados Unidos con los hmong llevó inclusive a la construcción de una gran base militar, la base de Long Chen, situada a pocos kilómetros de la frontera con Vietnam, en una zona montañosa de densos bosques dominada completamente por los hmong. Oficialmente Long Chen era una localidad que no aparecía en los mapas laosianos ni estadounidenses, y su difícil acceso causó que décadas después se le llamara "el lugar más secreto de la Tierra". En el apogeo de la guerra civil laosiana, unos 30,000 individuos vivían en Long Chen y sus alrededores, mayormente civiles hmong y agentes de la CIA estadounidense.
Ante el riesgo de una masiva represión política, ya anticipada por el Pathet Lao a Souvanna Phouma, en mayo de 1975 agentes estadounidenses lograron evacuar por aire a unos 3 000 hmong, entre civiles y militares. Los evacuados llegaron así a Tailandia partiendo de la base de Long Chen en apenas cuatro aviones pequeños, pero debieron dejar atrás a unos 20 000 civiles. 
En años siguientes cerca de entre 20 000-40 000 hmong de Laos huyeron también hacia Tailandia tras un viaje lleno de riesgos por selvas y montañas, pereciendo varios miles en el camino, siendo que casi la tercera parte de dicha minoría étnica debió exiliarse. Tras 1975 el régimen comunista reprimió especialmente a los hmong en represalia por su alianza con los estadounidenses, y en respuesta varios miles de los hmong aún residentes en Laos ejecutaron revueltas armadas y sabotajes contra el gobierno del Pathet Lao durante varios años. En 1979 emigraron refugiados laosianos hmong a la Argentina.

## La República Democrática y Popular de Laos: Laos desde 1975
La República Democrática y Popular de Laos fue proclamada en diciembre de 1975 presidida por Souphanouvong y gobernada por el Pathet Lao como partido único, siguiendo el modelo político y económico comunista. El líder comunista Kaysone Phomvihane fue designado primer ministro y en poco tiempo se tornó el verdadero gobernante del país, secundado por el general Khamtai Siphandon. Poco después el rey Savang Vatthana fue arrestado junto con su esposa y varios miembros de la familia real y deportados a un campo de prisioneros en la frontera con Vietnam, donde fallecería poco después por enfermedad; similar represión política sufrieron otros opositores al Pathet Lao que no habían logrado huir al exilio.

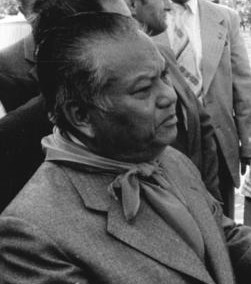
Kaysone Phomvihane en 1982, de visita en Alemania Oriental.

Los líderes del nuevo régimen procuraron mantener relaciones amistosas con Vietnam, país ya reunificado desde abril de 1975 y con un gobierno de similar filiación comunista. Si bien Laos no rompió relaciones con EE. UU., la influencia estadounidense fue reemplazada por la Unión Soviética, que con otros países del Pacto de Varsovia se convirtió en uno de los primeros remitentes de ayuda financiera al nuevo régimen. 
La situación económica de Laos era muy mala al momento de proclamarse la república. El Pathet Lao había ejecutado una amplia represión política que había generado el exilio o apresamiento de la mayoría del personal de la administración civil, mientras que sus dirigentes máximos, casi todos relacionados con la antigua élite y educados en Francia o la URSS, carecían de cuadros subordinados lo bastante preparados para afrontar tareas de gobierno, más aún considerando que el Pathet Lao como partido político propiamente dicho tenía 30,000 miembros en un país de tres millones y medio de habitantes. La principal actividad económica del país era la agricultura (a la cual se dedicaba casi el 90% de la población), y la mayoría de estos campesinos producían para su propia subsistencia, en tanto el control de los pocos grandes terratenientes había quedado anulado hacía muchos años por las presiones de la guerra civil. 
Al resultar inviable basar el régimen en un "proletariado" inexistente, los líderes del Pathet Lao trataron de copiar el modelo vietnamita de "introducir relaciones económicas marxistas" y procederon a una inmediata colectivización de la agricultura en 1976, fusionando pequeñas granjas en grandes fincas administradas por el Estado y eliminando el comercio en las ciudades. La colectivización fue muy resistida por los pequeños propietarios mientras que la paralización del comercio causó malestar económico en la población urbana. 

### Alineamiento con Vietnam y la URSS
En 1977 se celebró un tratado con Vietnam para fortalecer las relaciones económicas, otorgándose ambos países tratamiento preferente al comercio mutuo, y permitiendo que Vietnam estacionase unos 30,000 soldados en Laos; este acuerdo fortaleció al régimen del Pathet Lao pero aumentó su dependencia respecto al gobierno de Hanói y renovó el descontento en tanto la mayoría de la etnia lao mostraba una histórica desconfianza hacia los vietnamitas, agravada cuando el 25 de diciembre de 1978 tropas de Vietnam invadieron Camboya y tomaran Phnom Penh tras dos semanas de combate, destruyendo el régimen de los Jemeres Rojos. 
La presión política de Vietnam generó que Laos rompiera relaciones diplomáticas con China, lo cual, unido a un boicot económico de Tailandia desde 1976, provocó a su vez que el gobierno de Laos se hiciera cada vez más dependiente de Vietnam, país con mayores riquezas naturales y quince veces más poblado. Las dificultades económicas de Laos causaron que a mediados de 1979 del régimen del Pathet Lao iniciara una liberalización económica por consejo de la URSS, tratando de copiar el esquema de la Nueva Política Económica de Lenin en la década de 1920, que no pudo generar por sí sola un progreso evidente en el nivel de vida de la población, manteniéndose Laos como un país mayormente agrícola y de escaso desarrollo industrial.
Las propias dificultades económicas de Vietnam causaron que el régimen de Hanói redujera su influencia sobre Laos, aunque el gobierno de Hanói mantuvo tropas estacionadas en Laos hasta el año 1990. Al debilitarse la influencia vietnamita las relaciones del Pathet Lao con China mejoraron paulatinamente en la década de 1980 conforme el primer ministro Kaysone Phomvihane seguía algunos principios de liberalización económica tomados de Deng Xiaoping pero sin abandonar el monopolio del poder. 
En 1989 la Unión Soviética, embarcada en el proceso de perestroika iniciada por Mijaíl Gorbachov, anunció un severo recorte de la ayuda financiera a Laos debido a los problemas económicos de la propia URSS. La disolución de la Unión Soviética en 1990-1991 causó que Laos perdiera su principal fuente de ayuda financiera.

### Transformación de la economía
Tras esta situación, los líderes del Pathet Lao buscaron evitar una crisis económica pidiendo ayuda de Francia y de Japón en 1990, así como del Banco Asiático de Desarrollo y del Banco Mundial, mientras se intensificaba la aplicación de políticas capitalistas preservando el sistema político a semejanza de China (método que también había adoptado Vietnam tras desaparecer la URSS), siendo ello evidente cuando, tras el retiro de Souphanouvong en 1991 y el de Kaysone Phomvihane en 1992, asumió el mando como primer ministro el general Khamtai Siphandon, septuagenario jefe del Pathet Lao y veterano de la guerra civil. 

El "Puente de la amistad laosiana-tailandesa" sobre el Mekong, en marzo del 2006.

El 6 de abril de 1994 fue inaugurado el Puente de la Amistad sobre el río Mekong, uniendo a Laos y Tailandia y sellando la reconciliación entre ambos pueblos. Coincidentemente comenzó a reducirse más aún la influencia política y económica de Vietnam, aunque manteniendo buenas relaciones, comenzando Laos un proceso de acercamiento con Tailandia, mientras a inicios de la década de 1990 quedaban completamente restablecidas las relaciones diplomáticas plenas de Laos con China y Estados Unidos. No obstante, la pobreza del territorio laosiano, con su crónica escasez de materias primas y una población mayormente rural con bajo nivel de vida, han impedido a Laos un crecimiento económico apreciable, quedando muy rezagado en comparación a China o Vietnam. De hecho las Naciones Unidas aún desarrollan en Laos programas de asistencia alimentaria y de salud.
El general Siphandon renunció a su cargo en 1998, siendo reemplazado por Sisavath Keobounphanh como primer ministro del país, un líder del Pathet Lao, de 60 años, que no era parte de la dirigencia en la proclamación de la República en 1975, mostrando así un "cambio generacional" aunque manteniendo al Pathet Lao como único partido político permitido y reafirmando el control del Estado sobre los medios de comunicación, con la consiguiente censura y ausencia de libertades políticas. 

## SigloXXI
Keobounphanh fue reemplazado a su vez por Bounnhang Vorachith por el periodo 2001-2006. Desde el 2006 el puesto de primer ministro pasó a Bouasone Bouphavanh, siendo que los últimos dos detentadores de este cargo pertenecen a la "segunda generación" de líderes del Pathet Lao, con altos cargos en dicho partido solo después de 1975.
El acceso a internet se encuentra moderadamente censurado estando disponible en la mayoría de las ciudades. Los laosianos también tienen bastante libertad para viajar a Tailandia y, de hecho, la inmigración ilegal de laosianos a Tailandia es un problema para el gobierno tailandés. Los que desafían al régimen comunista, sin embargo, reciben un trato duro. Amnistía Internacional ha seguido documentando la detención ilegal y la tortura de presos políticos. Varios grupos de oposición operan en Tailandia y Estados Unidos, pero parece haber poca evidencia de una oposición activa dentro de Laos. 
En marzo de 2006, Khamtai renunció como líder del partido y presidente, y fue sucedido en ambos puestos por Choummaly Sayasone. Al igual que Khamtai, Choummaly tenía antecedentes militares y, en general, se consideraba poco probable que iniciara reformas importantes. En enero de 2016, Bounnhang Vorachit sucedió a Choummaly Sayasone como presidente y líder del gobernante Partido Revolucionario del Pueblo Lao (LPRP).
En enero de 2021, el primer ministro Thongloun Sisoulith se convirtió en el nuevo secretario general del gobernante Partido Revolucionario del Pueblo Lao en sustitución del jubilado Bounnhang Vorachit. El líder del partido gobernante continúa siendo el cargo más poderoso del país. En marzo de 2021, Thongloun Sisoulith también fue elegido nuevo presidente de Laos.